# 高槻市立北日吉台小学校
高槻市立北日吉台小学校（たかつきしりつ きたひよしだいしょう）は、大阪府高槻市日吉台にある公立小学校。

## 沿革
1980年代後半、全校児童が1500人を超えるマンモス校となった高槻市立日吉台小学校で、1986年頃からP.T.A.より過大規模校解消の強い要望が出され、その要望を受け1989年日吉台小の学区の北部を分割し新設された小学校である。
- 1986年(昭和61年)10月 - 日吉台小学校P.T.A.会員から過大規模校解消の強い要望が上がり、準備委員会設置。
- 1987年(昭和62年)
  - 4月 - 日吉台小過大規模校解消のため特別委員会設置
  - 5月 - 請願署名運動。 要望書、提出
  - 6月 - 市議会において新設校が決議
- 1988年(昭和63年)8月 - 北日吉台小学校の造成工事開始
- 1989年(平成1年)4月1日 - 日吉台小学校の通学区域(学区)の一部と寺谷町他を含めた学区にて開校。
- 同6月20日　プール完成
- 1997年4月1日　コンピューター室完成

## 通学区域
- 花林苑
- 寺谷町（※但し1～13番は日吉台小）
- 成合北の町【関西電力高圧線（北大阪高槻線15号）以北 府道伏見柳谷高槻線以西の地域】
- 成合西の町
- 日吉台二～五・七番町
- 弥生が丘町[1]

## 所在地
〒569-1022　大阪府高槻市日吉台三番町4番20号

## 著名な卒業生
- 東口順昭